# بزرگ‌ترین شومن
بزرگ‌ترین شومن (انگلیسی: The Greatest Showman) یک فیلم موزیکال، درام آمریکایی به کارگردانی مایکل گریسی و نویسندگی جنی بیکس و بیل کاندون محصول سال ۲۰۱۷ است. فیلم الهام گرفته از داستان راه‌اندازی "سیرک بارنوم و بیلی" به‌دست فینیاس تیلور بارنوم است.
نخستین نمایش این فیلم در تاریخ ۸ دسامبر ۲۰۱۷، در کشتی آرام‌اس کوئین مری ۲ بود و سپس در ۲۰ دسامبر توسط فاکس قرن بیستم در سینماهای ایالات متحده اکران شد.
برترین شومن در هفتاد و پنجمین مراسم گلدن گلوب نامزد سه جایزه در ردهٔ بهترین فیلم موزیکال یا کمدی، بهترین بازیگر مرد و برندهٔ بهترین ترانه شد، در نودمین دوره جوایز اسکار، نامزد بهترین ترانه و در شصت و یکمین مراسم جایزه گرمی برندهٔ بهترین آلبوم موسیقی فیلم شد.

## داستان
شومن آمریکایی پی. تی. بارنوم بنیانگر سیرکی مشهور و موفق می‌شود.

## بازیگران
- هیو جکمن در نقش پی. تی. بارنوم، یک شومن و کارآفرین بلندپرواز.
- الیس روبین در نقش کودکیِ بارنم
- زک افران در نقش فیلیپ کارلایل، یک نمایش‌نامه‌نویس که شریک بارنم می‌شود.
- میشل ویلیامز در نقش چریتی بارنم، همسر بارنم.
- اسکایلار دان در نقش کودکیِ چریتی
- ربکا فرگوسن در نقش جنی لیند، خواننده مشهور سوئدی.
- لورن آلرد به‌عنوان صدای آواز لیند
- زندیا در نقش ان ویلر، یک آکروبات و هنرمند تراپیز.
- کیالا ستل در نقش لتی لوتز، زن ریش‌دار.

## موسیقی

### قطعات موزیکال
1. بزرگترین نمایش – هیو جکمن، کیالا ستل، زک افران و زندیا
2. یک میلیون رویا – زیو زایفمن، جکمن، میشل ویلیامز
3. یک میلیون رویا (بازخوانی) – آستین جانسون، کمرون سیلی
4. سرزنده – جکمن، ستل، دنیل اوریج و زندایا
5. آن‌سوی دیگر – جکمن و افران
6. بس نیست – لورن آلرد
7. این منم – ستل
8. بازنگاری ستارگان - افران، زندایا
9. ریسمان باریک – ویلیامز
10. بس نیست (بازخوانی) – الرد
11. زین پس – جکمن

### ساوند ترک
آلبوم موسیقی متن شامل یازده ترانه با اجرای بازیگران فیلم است.

## بازخورد

### منتقدان
برترین شومن نقدهایی دوگانه و قطبی دریافت کرد. موسیقی و بخش موزیکال فیلم و اجرای بازیگران ستوده شد؛ منتقدان به‌ویژه بازیگری، خوانندگی و رقصندگی هیو جکمن را ستایش کردند اما برخی به فیلم‌نامه و کارگردانی انتقاد و خرده‌هایی وارد کردند، از جمله اختیار هنریِ فیلم و گونهٔ داستان‌پردازی.
در راتن تومیتوز فیلم امتیاز ۵۶/۱۰۰ را بر اساس ۲۰۰ نقد دریافت کرد. در متاکریتیک نیز به‌طور میانگین امتیاز ۴۹ از ۱۰۰ را بر اساس دیدگاه ۴۳ منتقد دریافت کرد. در سینماسکور تماشاگران به فیلم رتبهٔ "A" دادند.
منتقد تمپا بی تایمز به برترین شومن امتیاز ۱۰/۱۰ را داد و گفت، 'برترین شومن فیلمی عالی، زیبا و بسیار مناسب برای فصل کریسمس و تعطیلات است.' منتقد ورایتی به فیلم امتیاز ۹/۱۰ را داد و هنرپیشگی‌ها، موسیقی و فضای فیلم را تحسین کرد. منقد هافینگتن پست امتیاز ۱۰ از ۱۰ را داد و گفت، 'فوران موسیقی و افسون شما را غرق خواهد کرد. فیلم هم‌چنین پیامی دارد که باید طنین‌انداز مسائل دنیای امروز دربارهٔ پذیرش و شجاعت شود.' منتقد وی لیو اینترتینمنت به فیلم ۹.۵/۱۰ امتیاز داد و بیان داشت، 'این فیلم یک شاهکار موزیکال است که باید آن را دید.'
منتقد وبسایت راجر ایبرت امتیاز ۳.۵/۴ را داد و نوشت، ' برترین شومن یک اثر سرگرم‌کننده ناب ست با ترانه‌هایی به‌یادماندنی.' منتقد سی‌ال‌تور بیان داشت، برترین شومن بسیار تماشایی و رنگارنگ ست با ترانه‌هایی مسری. فیلمی خیره‌کننده و دلچسب.' منتقد پسدینا ویکلی به فیلم امتیاز A داد و آن را 'پیشگامانه و بسیار نوآورانه' خواند. منتقد سالت لیک تریبیون امتیاز ۳.۵/۴ را داد و گفت، 'تیم بازیگری قوی به این فیلمِ زندگی‌نامه‌ایِ آهنگین و فانتزی، نیرویی احساسی داده است.' مجلهٔ لیتل وایت لایز ۴ از ۵ امتیاز داد و نوشت، 'برترین شومن سزاوار تبدیل شدن به یک کلاسیک کریسمسی است. رمانتیسم و شور و شوق شدید فیلم دارای اثری بسیار مثبت و نشاط‌بخش است.'
منتقد ددلاین هالیوود به فیلم امتیاز ۴ از ۵ را داد و آن را 'فانتزی‌ای از آهنگ و رقص و اثری سرورآمیز و سرگرم‌کننده' توصیف کرد. منتقد ریدیو تایمز بیان کرد، ' برترین شومن ترکیبی دلپذیر است از زیبایی دیداری، سحرانگیزی و رقص‌پردازی‌های خوش‌نما.' منتقد مجلهٔ لیست امتیاز ۴/۵ داد و فیلم را 'لذت‌بخش، رنگارنگ و فریبنده' خواند. نیوزیلند هرالد به فیلم امتیاز ۴/۵ را داد و آن را 'موزیکالی سرزنده و درخشان' نامید.

## جوایز
| جایزه                             | تاریخ             | رده                                                               | برنده و نامزد                                                             | نتیجه     | مرجع          |
| --------------------------------- | ----------------- | ----------------------------------------------------------------- | ------------------------------------------------------------------------- | --------- | ------------- |
| جایزه انجمن بازنشستگان آمریکا     | February 5, 2018  | Best Grownup Love Story                                           | The Greatest Showman                                                      | در انتظار | [ ۲۳ ]        |
| جایزه اسکار                       | March 4, 2018     | Best Original Song                                                | "This Is Me" – Benj Pasek and Justin Paul                                 | در انتظار | [ ۲۴ ]        |
| انجمن هنرآزمایی آمریکا            | January 18, 2018  | Big Budget – Comedy                                               | Bernard Telsey, Tiffany Little Canfield, Rori Bergman and Patrick Goodwin | برنده     | [ ۲۵ ]        |
| انجمن طراحان لباس                 | February 20, 2018 | Excellence in Period Film                                         | Ellen Mirojnick                                                           | در انتظار | [ ۲۶ ]        |
| جایزه انجمن منتقدان پخش‌کننده فیلم | January 11, 2018  | Best Song                                                         | "This Is Me" – Benj Pasek and Justin Paul                                 | نامزدشده  | [ ۲۷ ]        |
| جوایز دوریان                      | February 24, 2018 | Campy Flick of the Year                                           | The Greatest Showman                                                      | نامزدشده  | [ ۲۸ ] [ ۲۹ ] |
| جایزه امپایر                      | March 18, 2018    | Best Costume Design                                               | The Greatest Showman                                                      | در انتظار | [ ۳۰ ] [ ۳۱ ] |
| جایزه امپایر                      | March 18, 2018    | Best Make-up And Hairstyling                                      | The Greatest Showman                                                      | در انتظار | [ ۳۰ ] [ ۳۱ ] |
| انجمن منتقدان فیلم جورجیا         | January 12, 2018  | Best Original Song                                                | "This Is Me" – Benj Pasek and Justin Paul                                 | نامزدشده  | [ ۳۲ ]        |
| جایزه گلدن گلوب                   | January 7, 2018   | Best Motion Picture – Musical or Comedy                           | The Greatest Showman                                                      | نامزدشده  | [ ۳۳ ]        |
| جایزه گلدن گلوب                   | January 7, 2018   | Best Actor in a Motion Picture – Musical or Comedy                | Hugh Jackman                                                              | نامزدشده  | [ ۳۳ ]        |
| جایزه گلدن گلوب                   | January 7, 2018   | Best Original Song – Motion Picture                               | "This Is Me" – Benj Pasek and Justin Paul                                 | برنده     | [ ۳۳ ]        |
| جایزه گلدن ریل                    | February 18, 2018 | Outstanding Achievement in Sound Editing – Musical                | Jen Monnar, Jim Harrison, Jeff Carson, Peter Myles and Sheri Ozeki        | برنده     | [ ۳۴ ]        |
| جایزه انجمن سرپرستان موسیقی       | February 8, 2018  | Best Music Supervision for Film: Budgeted Over 25 Million Dollars | Benj Pasek and Justin Paul                                                | در انتظار | [ ۳۵ ]        |
| جایزه انجمن سرپرستان موسیقی       | February 8, 2018  | Best Song/Recording Created for a Film                            | "This Is Me" – Benj Pasek and Justin Paul                                 | در انتظار | [ ۳۵ ]        |
| جشنواره فیلم هارت‌لند              | December 31, 2017 | Truly Moving Picture Award                                        | Michael Gracey                                                            | برنده     | [ ۳۶ ]        |
| انجمن چهره‌پردازان و گیسوآرایان    | February 24, 2018 | Feature Motion Picture: Best Period and/or Character Makeup       | Nicki Ledermann, Tania Ribalow and Sunday Englis                          | در انتظار | [ ۳۷ ]        |